# Alojzy
Alojzy – imię męskie pochodzenia germańskiego. Wywodzi się od słowa alwisi oznaczającego „mądry”. Popularne od XVII wieku. Na gruncie francuskim imię to zidentyfikowało się z imieniem Ludwik (Chlodowich, Chlodwich) i przyjęło formę Louis, a w języku włoskim Luigi (również Aloisio).
Żeńskim odpowiednikiem jest Alojza.
Alojzy imieniny obchodzi 12 marca, 11 maja, 14 czerwca, 21 czerwca, 24 października, 13 listopada i 8 grudnia.
Znane osoby noszące imię Alojzy:
Święci i błogosławieni
- św. Alojzy Gonzaga
- św. Alojzy Scrosoppi
- św. Alojzy Guanella
- św. Alojzy Józef (Mucjan Maria) Wiaux
- św. Alojzy Jan Orione
- bł. Alojzy Liguda
- bł. Alojzy Wiktor Stepinac

Pozostali
- Alojzy Alth – polski geolog, paleontolog, prawnik, profesor Uniwersytetu Jagiellońskiego
- Alois Alzheimer
- Aloysius Ambrozic – kardynał katolicki
- Alojzy Bruski
- Alojzy Bruski – przywódca organizacji konspiracyjnej Iskra, dowódca oddziałów partyzanckich Tajnej Organizacji Wojskowej „Gryf Pomorski”, powojenny działacz społeczny
- Alviso Cadamosto (1432–1488) – wenecki żeglarz w służbie portugalskiej
- Alojzy Jarguz
- Alois Jirásek – czeski pisarz
- Alojzy Liguda
- Alois Lipburger
- Alojzy Lysko
- Alojzy Mol
- Alojzy Orszulik
- Alojzy Pawełek
- Alojzy Szymański
- Alojzy Szablewski
- Alojzy Wir-Konas
- Fortunat Alojzy Gonzaga Żółkowski
- Alojzy Gonzaga Jazon Żółkowski
- Sześciu dożów Wenecji nosiło imię Alvise, zapisywane po łacinie jako Aloisius[2]. W patrycjuszowskiej rodzinie Mocenigów, która wydała siedmiu dożów weneckich, istniała tradycja nadawania wszystkim męskim potomkom imienia Alvise (wł. Luigi)[3].